# Fimbristylis argillicola
Fimbristylis argillicola là loài thực vật có hoa trong họ Cói. Loài này được Kral mô tả khoa học đầu tiên năm 1971.